# 東急百貨店さっぽろ店

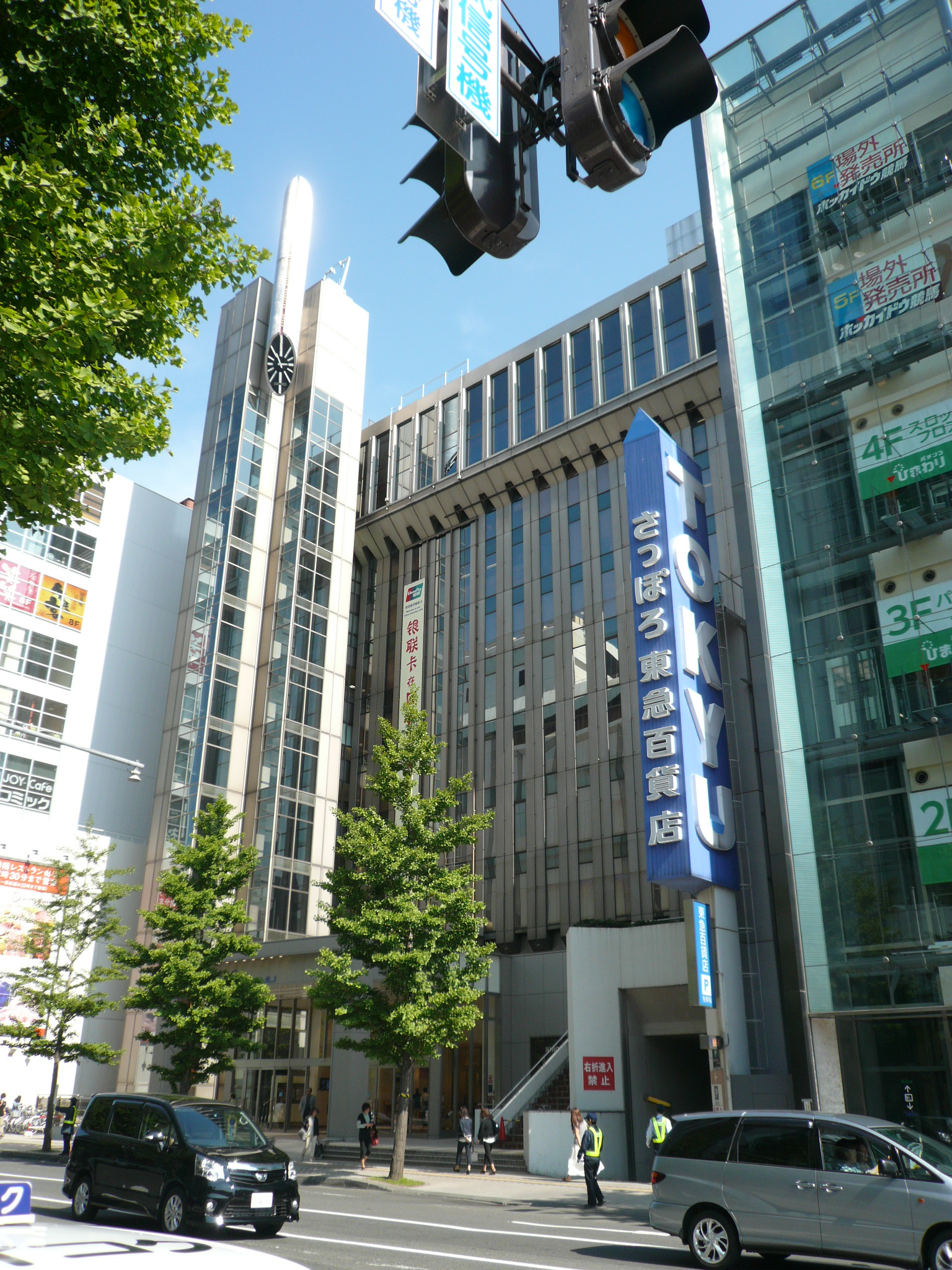
北口外観（2012年6月）

東急百貨店さっぽろ店（とうきゅうひゃっかてんさっぽろてん）は、北海道札幌市中央区にある百貨店。東急カードの「TOKYUポイント」加盟店になっている。1973年（昭和48年）に開店し、新千歳空港には「さっぽろ東急百貨店 新千歳空港売店」を出店している。かつてはHBCテレビ『パック2』時代からテレビショッピングを展開していたが、金曜ブランチの2022年1月で終了した。

## 沿革
- 1973年（昭和48年）：株式会社さっぽろ東急百貨店による「さっぽろ東急百貨店」開店[5]。
- 1978年（昭和53年）：親会社の東急百貨店がさっぽろ東急百貨店を吸収合併[5][6]。
- 2002年（平成14年）：全館リニューアル[5]。
- 2003年（平成15年）：北口設置[7]。
- 2011年（平成23年）：札幌市と「さっぽろ食の安全・安心推進協定」締結[8]。
- 2017年（平成29年）：企業主導型保育所「さっぽろ駅前保育園」開園[9]。
- 2018年（平成30年）：全館リニューアル[10]、「東急ハンズ札幌店」移転オープン[11][12]。
- 2022年（令和4年）：札幌エスタの1階から4階で営業するビックカメラ札幌店が、さっぽろ東急百貨店の複数階に移転する計画が報じられる[13]。
- 2023年（令和5年）：大規模改装を実施し、全館リニューアルオープン。札幌エスタから移転したビックカメラ・ユニクロ・GU・バンダイナムコアミューズメント等が出店した[14]。
- 2024年（令和6年）4月26日：パセオ内にあった札幌駅パセオ郵便局が、さっぽろ東急百貨店内郵便局として店舗内に移転し開局[15][16]。

## フロア
- 10階：レストラン街［ダイニング ダイニング］、ビューティ&リラクゼーション、道新文化センターさっぽろ東急教室[17]、さっぽろ東急百貨店内郵便局[16]
- 9階：バンダイナムコアミューズメント東急百貨店さっぽろアミューズパーク店（札幌エスタから移転、2023年9月15日オープン）[18]
- 8階：ハンズ札幌店
- 7階：ユニクロ、GU（札幌エスタから移転、2023年9月8日オープン）[19]
- 6階：ビックカメラ札幌店（カメラ、生活家電、ビューティー家電、健康家電、住設コーナー、薬、コンタクト、生毛工房、スーツケース、時計、酒）- 札幌エスタから移転、2023年9月1日オープン[20]
- 5階：ビックカメラ札幌店（テレビ、オーディオ、スマートフォン、携帯電話アクセサリ、パソコン本体、パソコン周辺機器、サプライ用品、⾃転⾞、おもちゃ、ゲーム）- 札幌エスタから移転、2023年9月1日オープン[20]
- 4階：レディスファッション・寝装品・宝石・時計・眼鏡
- 3階：メンズ・レディスファッション・家庭用品
- 2階：メンズ・レディスファッション
- 1階：化粧品、婦人服飾雑貨
- 地下1階：食料品（東急フードショー）
- 地下2階：地下駐車場
- 地下3階：地下駐車場

## アクセス・駐車場
- 札幌市営地下鉄
  - 東豊線さっぽろ駅から徒歩約1分（地下直結）
  - 南北線さっぽろ駅から徒歩約2分
- 北海道旅客鉄道（JR北海道）札幌駅から徒歩約3分

駐車場
- 地下駐車場（車高2.0 mまで入庫可能）
- 特約駐車場あり